# Setobaudinia hirsuta
Setobaudinia hirsuta är en snäckart som beskrevs av Alan Solem år 1985. Setobaudinia hirsuta ingår i släktet Setobaudinia och familjen Camaenidae. Inga underarter finns listade i Catalogue of Life.